# John Blissard
João Blissard (1803 em Northampton, Inglaterra – 1875) era um vigário da Igreja da Inglaterra e o pai do matemático e vigário desta mesma igreja John Charles Blissard, que introduziu o cálculo umbral. O pai trabalhou na Universidade de Cambridge e serviu durante décadas como vigário da Igreja de Santa Maria, a Virgem, em Berks, Hampstead-Norreys. O filho serviu durante décadas em Warwick como vigário na Igreja de Santo Agostinho (St Augustine's Church), em Edgbaston.